# Plainclothes
Plainclothes è un film del 2025 scritto e diretto da Carmen Emmi.

## Trama
New York, anni 1990. Un poliziotto lavora sotto copertura per arrestare membri della comunità LGBT, ma inaspettatamente comincia a sentirsi attratto da uno di loro.

## Produzione
Nel marzo 2024 è stato annunciato che Russell Tovey e Tom Blyth avrebbero recitato nei ruoli dei protagonisti e nello stesso mese Amy Forsyth, Christian Cooke, Maria Dizzia e John Bedford Lloyd si sono uniti al cast. Le riprese principali sono iniziate nello stesso mese a Syracuse.

## Promozione
Una prima clip del film è stata diffusa il 27 aprile 2025.

## Distribuzione
Il film è stato presentato in anteprima mondiale al Sundance Film Festival il 26 gennaio 2025.

## Accoglienza
L'aggregatore di recensioni Rotten Tomatoes riporta un indice di gradimento del 91%.

## Riconoscimenti
- 2025 – Sundance Film Festival[10]
  - Premio speciale della giuria per il miglior cast
  - Candidatura per il Grand Jury Prize